# 鲁夫尔圣让
鲁夫尔圣让（法語：Rouvres-Saint-Jean，法語發音：[ʁuvʁ sɛ̃ ʒɑ̃]）是法国卢瓦雷省的一个市镇，位于该省北部，属于皮蒂维耶区。

## 地理
鲁夫尔圣让（48°19'21"N, 2°12'40"E）面积10.1 平方千米，位于法国中央-卢瓦尔河谷大区卢瓦雷省，该省份为法国中北部省份，北起埃松省，西北接厄尔-卢瓦省，西南接卢瓦-谢尔省，南至涅夫勒省和谢尔省，东临约讷省，东北接塞纳-马恩省。
与鲁夫尔圣让接壤的市镇（或旧市镇、城区）包括：塞迈斯、阿贝维尔-拉里维耶尔、布朗迪、鲁万维利耶。

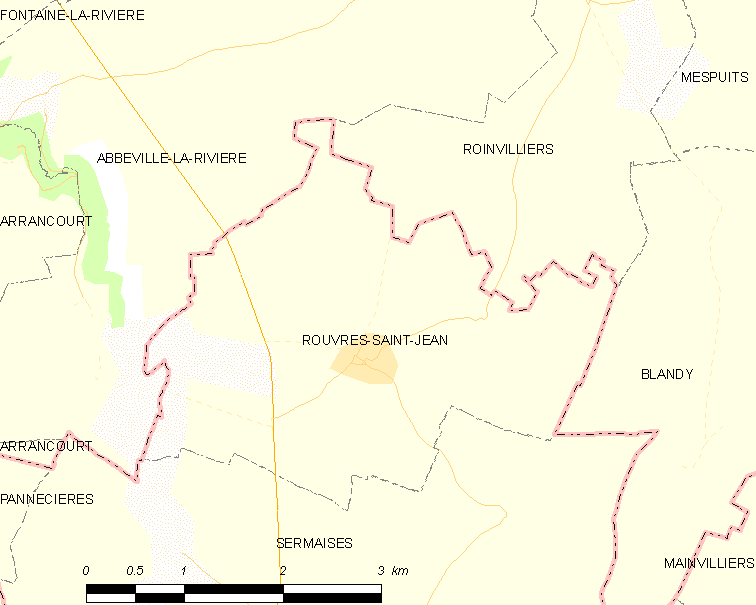
鲁夫尔圣让的OSM定位图

鲁夫尔圣让的时区为UTC+01:00、UTC+02:00（夏令时）。

## 行政
鲁夫尔圣让的邮政编码为45300，INSEE市镇编码为45263。

## 政治
鲁夫尔圣让所属的省级选区为皮蒂维耶县。

## 人口

1962-2008年间鲁夫尔圣让人口变化图示

鲁夫尔圣让于2022年1月1日时的人口数量为299人。